# Arjuno-Welirang
Arjuno-Welirang je v současnosti neaktivní stratovulkán v centrální části indonéského ostrova Jáva, sestávající z dvojice stratovulkánů Arjun (3 339 m n. m.) a Welirang (3 156 m n. m.). Komplex překrývá dva starší vulkány (Ringgit na východní a Linting na západní straně).
Jediná historicky zaznamenaná erupce se odehrála v srpnu 1952 – šlo o menší freatickou erupci. V současnosti jsou jedinými projevy vulkanické aktivity fumaroly, vyskytující se na více lokalitách na svazích komplexu.